# Velia Vidal
Velia Vidal Romero (Bahía Solano, Colòmbia, 5 de novembre de 1982) és una escriptora, activista cultural, promotora de la lectura i gestora cultural afrocolombiana. És directora de la corporació educativa cultural Motete i creadora de la FLECHO (Festa de la Lectura i Escriptura del Chocó). Va ser triada per la BBC en la llista de les 100 dones més inspiradores del 2022.

## Trajectòria
Velia Vidal va estudiar Ciències de la Comunicació Social en la Universitat d'Antioquia, especialista en Gerència Social per l'Escola Superior d'Administració. Va treballar en l'administració pública en temes de medi ambient i de cultura. Va ser directora del Parc Biblioteca Fernando Botero del Corregiment de San Cristóbal. Va ser presentadora de televisió i comunicadora en l'alcaldia de Medellín. És articulista en la Revista Cambio i investigadora del projecte «Afluentes», iniciativa conjunta amb el Museu Britànic.
És fundadora de Motete, projecte comunitari que promou la lectura i l'alfabetització a la regió del Chocó. Motete és una corporació cultural que promou el desenvolupament del pensament crític a través d'activitats que busquen reivindicar a la cultura chocoana, situada en el departament colombià del Chocó. Aquesta iniciativa ajuda a unes 1.500 famílies i promou la lectura a través de clubs de lectura amb nens i adolescents en cinc barris populars.
Des de 2018 organitza de manera anual la FLECHO (Festa de la Lectura i Escriptura del Chocó), on participen més de 10.000 persones.
El seu treball com a activista contra la desigualtat i el racisme ha estat reconegut a escala internacional.

## Publicacions
- 2021: Aguas de estuario[15]

## Participacions
- Festival Gabo a Bogotà, 2022[16]
- Hay Festival a Hay-on-Wye, 2022[17]
- Segona Trobada Continental d'Estudis Afrollatinoamericans a l'ALARI (Afro-Latin American Research Institute) de la Universitat Harvard.[18]

## Premis i distincions
- Beca en Escriptura Creativa dins el Programa Pacífic de l'Instituto Caro y Cuervo i el Fondo Acción.[19]
- Beca del Ministeri de Cultura de Colòmbia per a la publicació d'obres d'autores afrocolombianes, negres, raizals o palanqueras.[20]
- Menció honorífica del Certificat d'Estudis Afrollatinoamericans del Centre d'Estudis Afrollatinoamericans de la Universitat Harvard.[21]
- Beca a Josepha, una residència d'artistes en Ahrenshoop, Alemanya[22]
- 100 Women (BBC) 2022[23]